# ノルウェジアン・ブーフント
ノルウェジアン・ブーフンド（英：Norwegian  Buhund）は、ノルウェー原産の牧羊犬種である。別名はノルディック・ブーフント（英：Nordiske Buhund）、ノシュク・ブーフンド（英：Nosk Buhund）、ノルウェジアン・ビュードッグなど。
犬種名に入っている「ブー」というのは簡素な小屋のことであり、ノルウェジアン・ブーフンドという犬種名は「ノルウェーのほっ立て小屋の守り犬」といった意味を持っている。

## 歴史
いつ頃から存在していたかは不詳であるが、紀元以前からノルウェーに根付いていた地犬であることが判明している。もとはスカンジナビア出身のヴァイキング（海賊）の付き人も担っており、ヴァイキングが死んだ時は殺されて一緒の棺に埋葬されるということもあった。これは犬が主人と同じ棺で眠ることにより、ヴァイキングが来世に蘇えった際にも再び主人の命を守ることが出来るようにとの願いにより行なわれた儀式である。このことは一時ノルウェジアン・エルクハウンドなどの他犬種の仕事であると思われていた時期もあったが、西暦900年ごろのヴァイキングの墓から本種の先祖と思われる犬骨が6体発見され、この説が証明された。だが、実のところ、ヴァイキングと永遠の眠りについた犬はこの2犬種だけではなかったようである。
ノルウェーを離れ、ヴァイキングの付き人として船旅をしていた他、その国の羊飼いからは番犬や牧羊犬などとして使用されていた。番犬としては羊飼いが夏季に羊を放牧する際に立てる、簡素な小屋の見張りを行なう。この小屋は羊だけでなく犬の主人（羊飼い）が夜をすごすための場所であり、ここを泥棒や不審者から守るのがその仕事の内容である。不審者を発見すると、激しく吠えて主人に知らせる。羊の護衛を専門に行なう護畜犬ではないため不審者が小屋に侵入してきても戦って取り押さえることは出来ないが、勇敢に飛び掛って噛みつき、追い払うことは可能である。牧羊犬としては羊を一箇所にまとめるのが得意で、ノルウェー以外の国では七面鳥やホロホロ鳥、鶏やガチョウなどといった家禽をまとめて管理するのにも使われている。
874年にはアイスランドへ移住した人々の一部がブーフンドを連れて行き、それが現地で適応・進化を遂げてアイスランド・シープドッグが誕生した。
原産地でショードッグとしてデビューしたのは遅く、1920年代である。これをきっかけにブーフンドは北欧各国から注目を集めるようになった。1939年に正式な犬種クラブが結成されるとブーフンドは欧州各国や欧米にも輸出が行なわれるようになり知名度を上げ、後にFCIの公認犬種として登録された。
近年ノルウェーでは牧羊犬としてだけでなく警察犬や介助犬、聴導犬としても使われるようになり、活躍の場所を更に広げつつある。実用犬やショードッグとしてだけでなくペットとしても人気があり、ノルウェーでは一般的な犬種のひとつである。

## 特徴
日本犬によく似たスピッツタイプの犬である。ややがっしりとした体型で首が短く、尖ったマズルを持っている。耳はピンと立った立ち耳、尾はややきつめに巻いた巻き尾。脚の長さも日本犬と同程度で、足先はしっかりしている。コートは厚く密生したショートコートで、防寒性がとても高い。その反面、暑さには弱い。毛色はミルク、ウイートン（小麦色）、クリーム、チョコ、レッド、ブラウンなどの単色で、体の部分によって毛色の濃淡が異なる。又、それらに少し黒のティッピングが入ることもある。体高41〜46cm、体重18kg前後の中型犬で、性格は明るく人懐こく、勇敢で警戒心もある。物覚えがよく、状況判断力も優れていて、緊急時以外にむやみに人を襲うようなことは無い。温和で子供や他の犬とも仲良くすることも出来る。生まれつき牧羊犬としての能力が本能としてインプットされていて、物を追いかけてまとめ上げることが大好きである。運動量は大型犬並みに多く、吠え声も使役上の関係で大きいためペットとして飼うには無駄吠えをやめさせるしつけが不可欠である。かかりやすい病気は特にないが、高温多湿の環境で飼育すると地肌が蒸れて皮膚炎を起こす可能性があるので注意が必要である。